# Audio Video Interleave
Audio Video Interleave (сокращённо AVI; букв. «чередование аудио и видео»; произн. /ˌeɪ.viːˈaɪ/) — RIFF-медиаконтейнер, впервые использованный Microsoft в 1992 году в пакете Video for Windows.
Файлы с расширением AVI могут содержать видео- и аудиоданные, сжатые с использованием разных комбинаций кодеков, что позволяет синхронно воспроизводить видео со звуком. Файл AVI может содержать различные виды компрессированных данных (например, DivX-видео + WMA-аудио или Indeo-видео + PCM-аудио) в зависимости от того, какой кодек используется для кодирования/декодирования. Как и DVD, файлы AVI поддерживают многопоточное аудио-видео.

## Формат файла
Все AVI-файлы включают в себя два обязательных блока LIST, которые определяют формат и данные потока. AVI-файлы могут также включать индекс-блок. Этот дополнительный блок определяет расположение видеоданных в файле.
Типичная структура AVI-файла:
RIFF ('AVI ' LIST ('hdrl' <заголовок>) LIST ('movi' <видео>) ['idx1' <индекс>])

### LIST hdrl
Блок, содержащий заголовок AVI-файла и заголовки потоков данных. Типичная структура:
LIST ('hdrl' 'avih' (<заголовок AVI файла>) LIST ('strl' <заголовок потока 1>) LIST ('strl' <заголовок потока 2>) LIST ('odml' <расширенный заголовок AVI-файла>))

#### Основной заголовок файла
Файл начинается с основного заголовка. В AVI-файлах этот заголовок определяется блоком с FOURCC 'avih'. Заголовок содержит глобальную информацию для всего файла, такую, как число потоков в файле, ширина и высота видеопотока. Основной заголовок имеет следующую структуру:
```
typedef
 
struct
 
{

    
DWORD
 
dwMicroSecPerFrame
;

    
DWORD
 
dwMaxBytesPerSec
;

    
DWORD
 
dwReserved1
;

    
DWORD
 
dwFlags
;

    
DWORD
 
dwTotalFrames
;

    
DWORD
 
dwInitialFrames
;

    
DWORD
 
dwStreams
;

    
DWORD
 
dwSuggestedBufferSize
;

    
DWORD
 
dwWidth
;

    
DWORD
 
dwHeight
;

    
DWORD
 
dwReserved
[
4
];

}
 
MainAVIHeader
;

```

dwMicroSecPerFrame — определяет количество микросекунд между кадрами. Это значение общее для всего файла.
dwMaxBytesPerSec — указывает примерную максимальную скорость передачи данных файла. Это значение указывает количество байт в секунду, которые система должна обрабатывать.
dwFlags — содержит перечень свойств видеофайла. Допустимы следующие значения:
| Флаг                | Описание |
| ------------------- | --- |
| AVIF_HASINDEX       | В файле присутствует блок 'idx1'. |
| AVIF_MUSTUSEINDEX   | Указывает, что для того, чтобы определить порядок представления данных, должен быть использован индекс, а не физическое расположение блоков в файле. |
| AVIF_ISINTERLEAVED  | Указывает на чередование аудио и видео данных. |
| AVIF_WASCAPTUREFILE | |
| AVIF_COPYRIGHTED    | Указывает, что файл содержит защищённые авторскими правами данные и программное обеспечение.                                                         |

dwTotalFrames — указывает общее количество кадров в файле.
dwStreams — указывает количество потоков в файле. Например, файл с аудио и видео имеет 2 потока.
dwSuggestedBufferSize — определяет рекомендуемый размер буфера для чтения файла. Этот размер должен быть достаточно большим, чтобы содержать крупнейший блок данных с заголовком и сигнатурой. Если установленное значение равно нулю или слишком мало, программа для воспроизведения файла перераспределит память во время работы, что снизит производительность.
dwWidth — задает ширину AVI-файла.
dwHeight — задает высоту AVI-файла.

#### Заголовки потоков
Заголовок потока имеет следующую структуру:
```
typedef
 
struct
 
{

  
FOURCC
 
fccType
;

  
FOURCC
 
fccHandler
;

  
DWORD
 
dwFlags
;

  
DWORD
 
dwPriority
;

  
DWORD
 
dwInitialFrames
;

  
DWORD
 
dwScale
;

  
DWORD
 
dwRate
;

  
DWORD
 
dwStart
;

  
DWORD
 
dwLength
;

  
DWORD
 
dwSuggestedBufferSize
;

  
DWORD
 
dwQuality
;

  
DWORD
 
dwSampleSize
;

  
RECT
 
rcFrame
;

}
 
AVIStreamHeader
;

```

#### Расширенный заголовок файла
Расширенный заголовок файла имеет следующую структуру:
```
typedef
 
struct
 
{

  
DWORD
 
dwTotalFrames
;

}
 
ODMLExtendedAVIHeader
;

```